# Phóng viên truyền hình
Phóng viên truyền hình là người làm nội dung ở một đài truyền hình, họ trực tiếp đi thu thập tài liệu, đến hiện trường để có những tin bài mới nhất phát sóng.
Tuỳ từng đài truyền hình, phóng viên có thể được phân công ở những mảng nội dung khác nhau, ví dụ: Phóng viên thể thao, phóng viên kinh tế, phóng viên văn hoá xã hội.v.v..
Làm phóng viên là một nghề luôn phải đi, phải tìm hiểu, phải giao tiếp và phải hoàn thành tác phẩm đúng thời hạn để phát sóng.
Các thiết bị truyền hình kỹ thuật số ngày nay gọn nhẹ hơn trước thuận tiện cho xu hướng đơn giản khi tác nghiệp.
Phóng viên truyền hình phải học nhiều kỹ năng, từ tri thức cuộc sống, khả năng phát hiện vấn đề đến kỹ năng nghề nghiệp.
Các đài truyền hình hiện tuyển phóng viên từ nhiều nguồn khác nhau, họ có thể học báo chí hoặc các chuyên ngành khác. Hiện ở Việt Nam chỉ có Học viện Báo chí và Tuyên truyền có khoa Phát thanh - Truyền hình đào tạo riêng về chuyên ngành truyền hình, tại đây sinh viên được đào tạo sâu về kỹ năng của phóng viên truyền hình.

## Lĩnh vực
Phóng viên truyền hình bao gồm: phóng viên biên tập và phóng viên quay phim, họ luôn kết hợp với nhau để có hình ảnh và tư liệu tốt nhất làm tác phẩm. Họ luôn làm việc theo một ê kíp: biên tập, quay phim, kỹ thuật, âm thanh, ánh sáng... tuy nhiên cũng nhiều trường hợp phóng viên truyền hình phải tác nghiệp một mình - một máy quay.

## Yêu cầu
- Có khả năng viết nhanh, tính chất rõ ràng, đúng, khách quan, chính xác, đầy đủ, gọn
- Kiến thức tốt
- Quan tâm đến các thời sự
- Có khả năng kĩ năng bàn phím và viết tắt
- Nói năng rõ ràng

## Lĩnh vực học
Các môn học phù hợp:
- Kinh tế học
- Tiếng Anh
- Địa lý
- Lịch sử
- Văn học
- Nghệ thuật biểu diễn